# Dovre (plaats)
Dovre is een plaats in de gelijknamige gemeente in de Noorse provincie Innlandet. Dovre telt 413 inwoners (2007) en heeft een oppervlakte van 1,05 km².